# Ĩ
Ĩ, ĩ (litera „i” + umieszczona nad nią tylda) – litera rozszerzonego alfabetu łacińskiego, jedna z 25 liter alfabetu kikuju, czytana jako /e/.